# Adolf Tillander
Adolf Tillander, född 23 maj 1740 i Sankt Lars församling, Östergötlands län, död 1 mars 1804 i Björkebergs församling, Östergötlands län, var en svensk rådman, riksdagsledamot och politiker.

## Biografi
Adolf Tillander föddes 1740 på Stenbrötet, Tornby i Sankt Lars församling. Han var son till ryttaren Johan Tillander och Chirstin Staphansdotter. Tillander blev 1762 student vid Uppsala universitet och 1766 student vid Lunds universitet. Tillander arbetade som landskanslist i Linköping och blev 1777 stadsfiskal i staden. Han titulerades 1787 rådman i Linköping med avsked 1787. År 1800 blev han rådman i Linköping, avskedad 1801. Han avled 1804 på gården Hässelby i Björkebergs församling.
Tillander var riksdagsledamot för borgarståndet i Linköping vid riksdagen 1800. Han arbetade även som bryggare i Linköping och ägde gården Hässelby i Björkebergs församling.

### Familj
Tillander var gift med Hedvig Moberg (1748–1821).